# Pervenche
Vinca
Pour les articles homonymes, voir Vinca et Pervenche.
Genre
Les pervenches (Vinca L.) sont un genre de plantes vivaces herbacées de la famille des Apocynacées. Les différentes espèces de ce genre sont des plantes couvre-sol à feuillage persistant. Elles sont remarquables par leur floraison printanière, généralement d'un bleu bien particulier, toutefois les cultivars créés par les horticulteurs peuvent présenter d'autres teintes.

## Description
Les espèces de ce genre sont vivaces à tiges rampantes, pouvant atteindre 2-3 m de long. Les feuilles sont opposées, luisantes, leur nervure principale est très marquée.
Les fleurs solitaires poussent à l’aisselle des feuilles sur un long pédoncule. Leur calice présente des divisions étroites, pointues au sommet, entourant une corolle un peu tubuleuse avec 5 pétales généralement asymétriques. L'androcée est constituée de cinq étamines à filets velus et élargis au sommet. Le pistil présente 2 carpelles et se termine par un style surmonté d’un stigmate arrondi et plat, glutineux. Deux nectaires sont en alternance avec les carpelles.
Le fruit est un double follicule renfermant des graines tuberculeuses.
Elles se multiplient par stolons, comme les fraisiers : leurs tiges s'allongent, couvrent le sol et y prennent racine de place en place. À chaque nouveau petit bouquet de racines se développe une nouvelle plante.

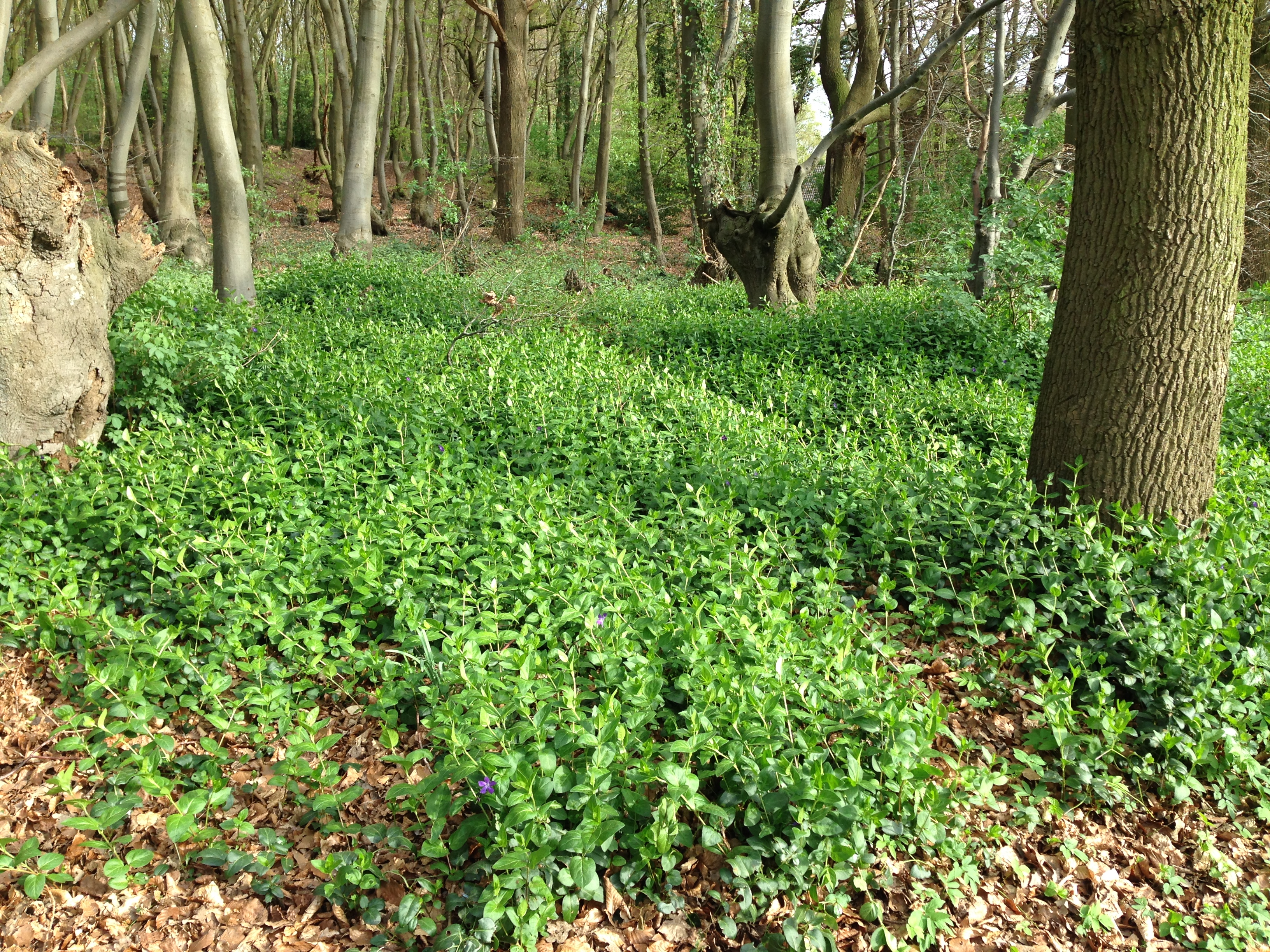
Tapis de pervenches (ici Vinca major)
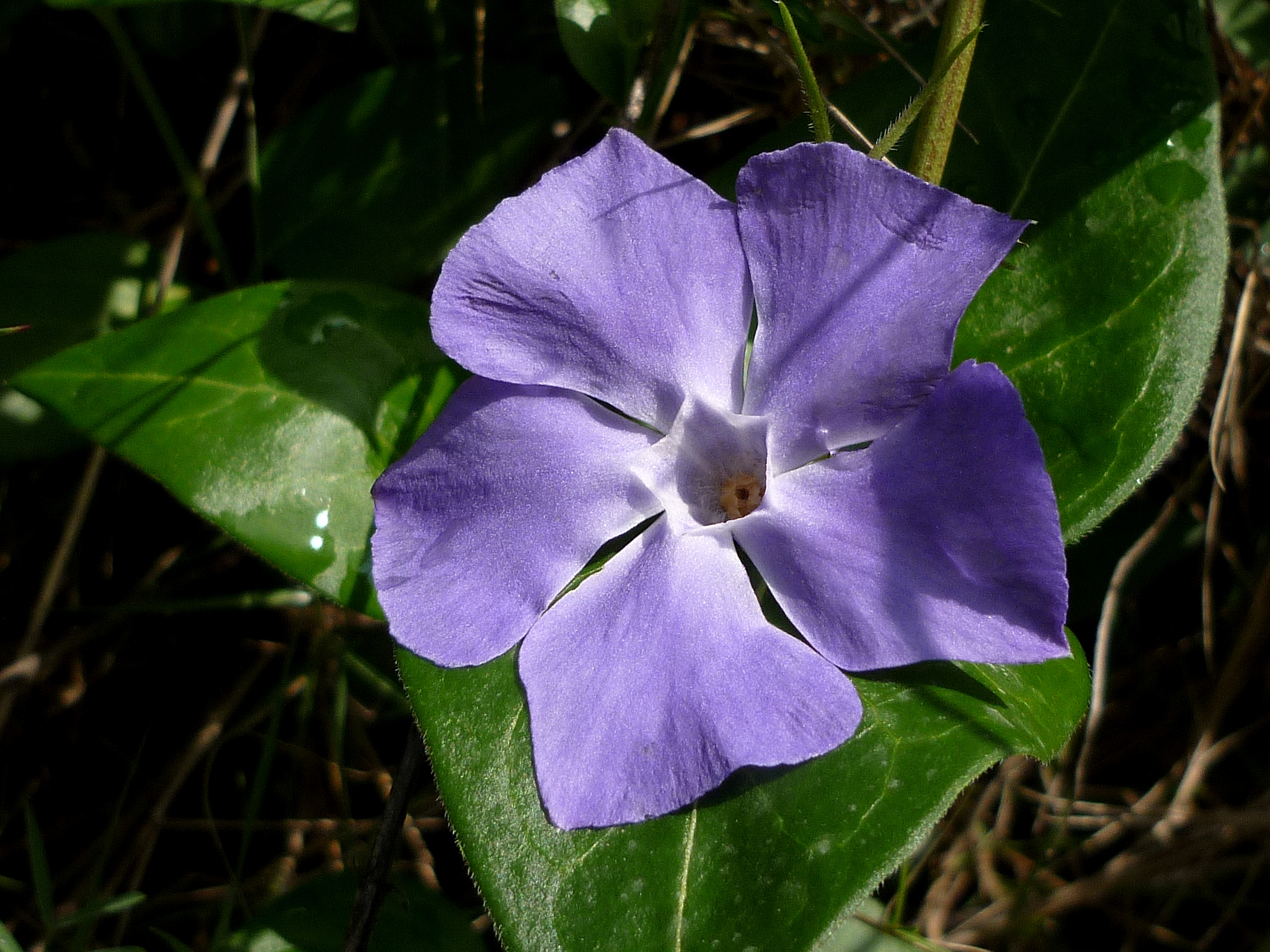
Vinca major, la grande pervenche
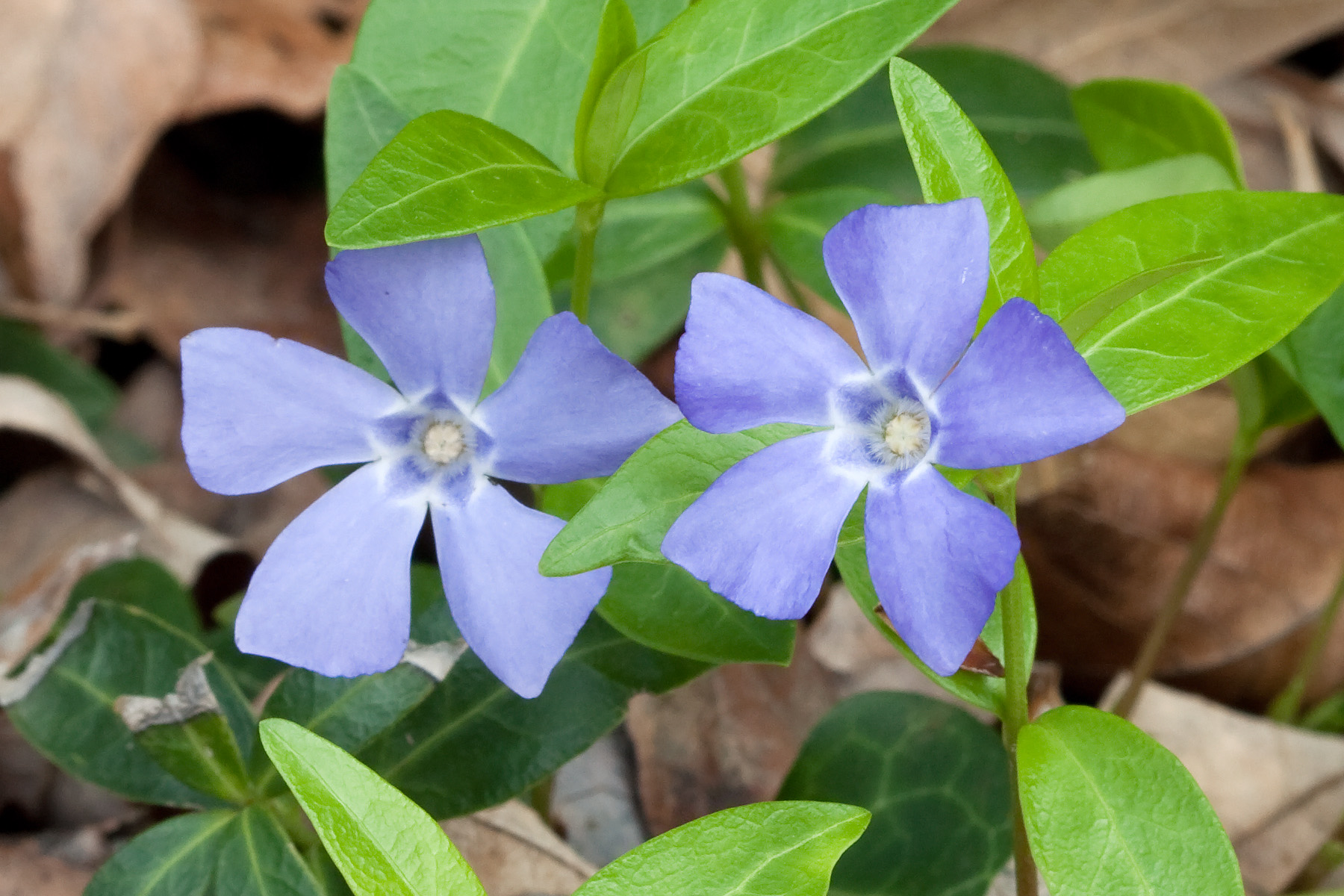
Vinca minor, la petite pervenche
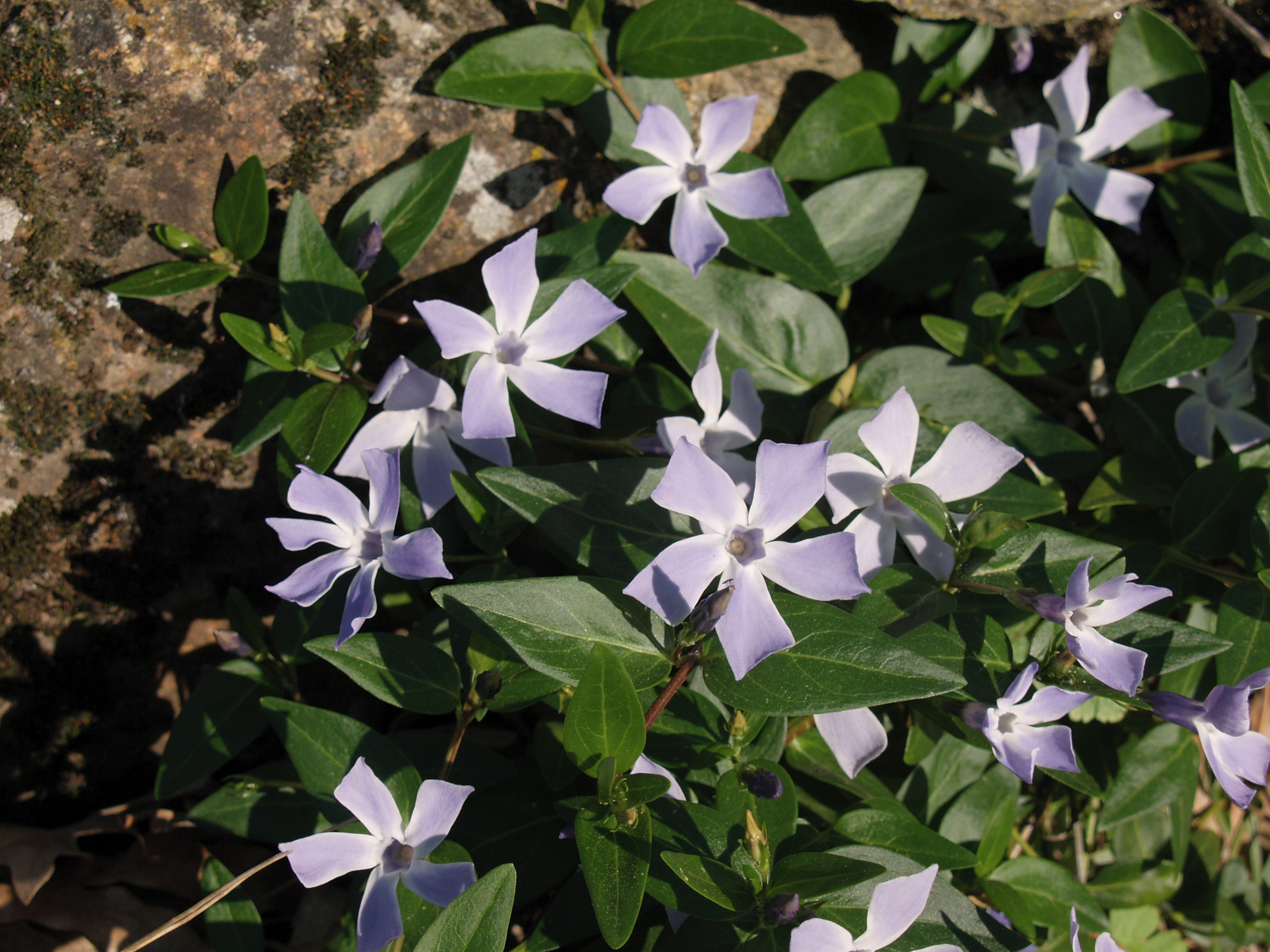
Vinca difformis, la pervenche difforme
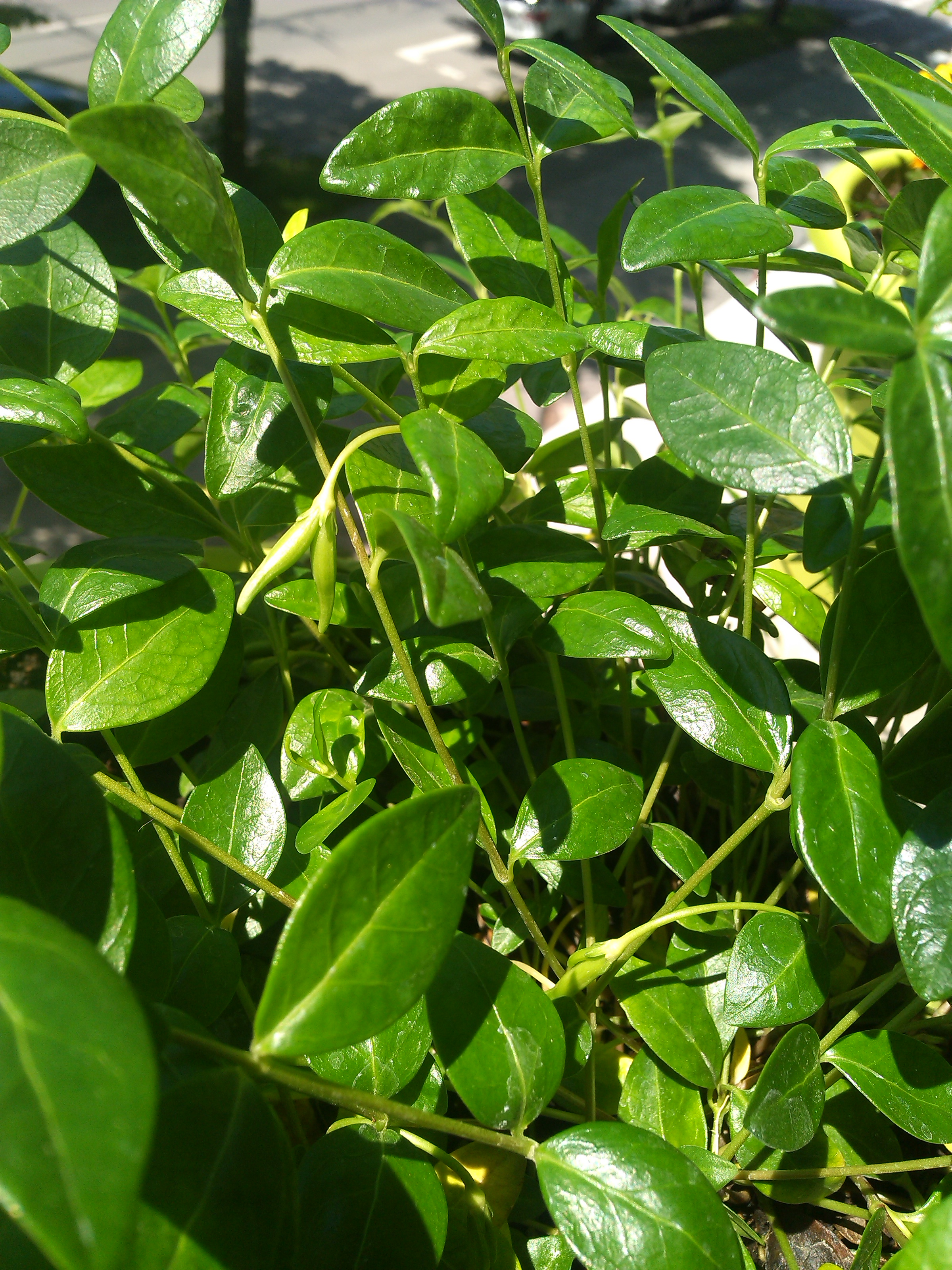
Vinca minor, Fruits

## Interactions écologiques
Les papillons de nuit (hétérocères) suivants se nourrissent de pervenches :
- la mariée, Catocala nupta (Noctuidae),
- le sphinx du laurier-rose, Daphnis nerii (Sphingidae).

En zone européenne tempérée, les petites pervenches (Vinca minor) seraient un bioindicateur qui signale qu'une parcelle a été autrefois cultivée, éventuellement plusieurs siècles ou millénaires auparavant. Elles renseignent donc sur la  naturalité des forêts.

## Classification
Ce genre a été décrit en 1753 par le naturaliste suédois Carl von Linné (1707-1778).
La pervenche de Madagascar (Catharanthus roseus) ne fait plus partie du genre Vinca, dans lequel elle a été classée par le passé sous le synonyme de Vinca rosea L. ou Vinca speciosa Salisb.

### Liste d'espèces
Selon GRIN (24 mars 2015) et NCBI (24 mars 2015) :
- Vinca difformis Pourr. - Pervenche difforme
- Vinca major L. - Grande pervenche
- Vinca minor L. - Petite pervenche

Selon World Checklist of Selected Plant Families (WCSP) (24 mars 2015) et Catalogue of Life (24 mars 2015) :
- Vinca difformis Pourr. (1788)
- Vinca erecta Regel & Schmalh. (1879)
- Vinca herbacea Waldst. & Kit. (1799)
- Vinca major L. (1753)
- Vinca minor L. (1753)
- Vinca soneri Koyuncu (2012)

Selon Tropicos (24 mars 2015) (Attention liste brute contenant possiblement des synonymes) :
- Vinca acutiflora Bertol.
- Vinca alba Noronha
- Vinca balcanica Pénzes
- Vinca berbacea Waldst.
- Vinca bottae Jaub. & Spach
- Vinca difformis Pourr.
- Vinca elegantissima hort. ex Pasquale
- Vinca ellipticifolia Stokes
- Vinca erecta Regel & Schmalhausen
- Vinca foetida Noronha
- Vinca grandiflora Salisb.
- Vinca guilelmi-waldemarii Klotzsch
- Vinca haussknechtii Bornm. & Sint.
- Vinca herbacea Waldst. & Kit.
- Vinca humilis Salisb.
- Vinca intermedia Tausch
- Vinca lancea Bojer ex A. DC.
- Vinca libanotica Zucc.
- Vinca lutea L.
- Vinca major L.
- Vinca media Hoffmanns. ex Link
- Vinca minor L.
- Vinca mixta Velen.
- Vinca obliqua Porta
- Vinca obtusiflora Pau
- Vinca ovatifolia Stokes
- Vinca parviflora Retz.
- Vinca pubescens d'Urv.
- Vinca pumila E.D. Clarke
- Vinca pusilla Murray
- Vinca rosea L.
- Vinca sardoa (Stearn) Pignatti
- Vinca schottii Mikan ex Steudel
- Vinca semidesertorum Ponert
- Vinca sessilifolia A. DC.
- Vinca soneri M. Koyuncu
- Vinca sterilis Noronha
- Vinca sternutetoria Poepp. ex Reiche
- Vinca trichophylla Baker

## Utilisation
Dans les jardins, les pervenches sont des plantes couvre-sol utilisées pour garnir les zones ombragées.
Les horticulteurs ont sélectionné des cultivars avec des fleurs ou des feuillages de formes ou de teintes variées.

Quelques pervenches horticoles
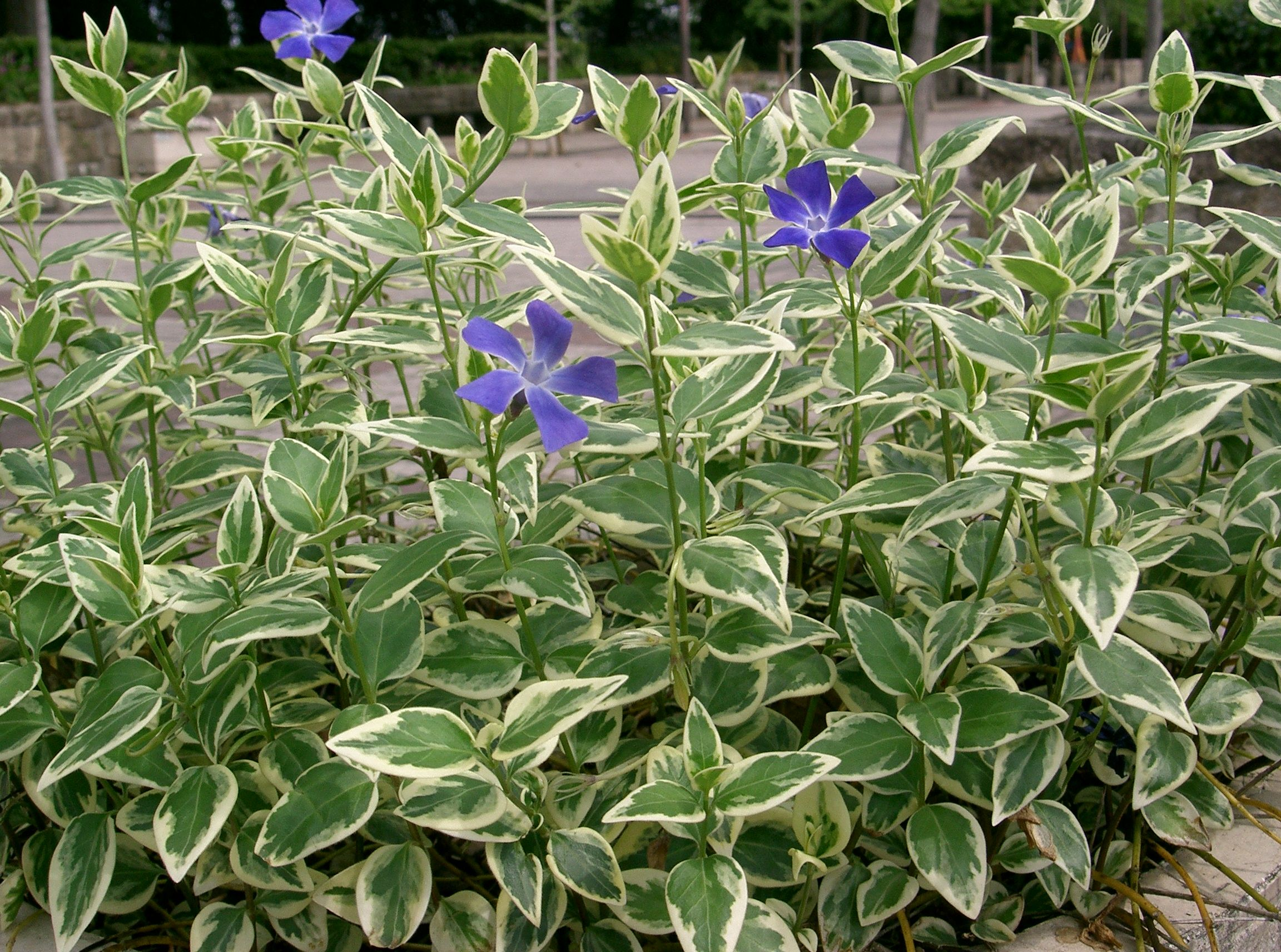
Vinca major à feuillage panaché
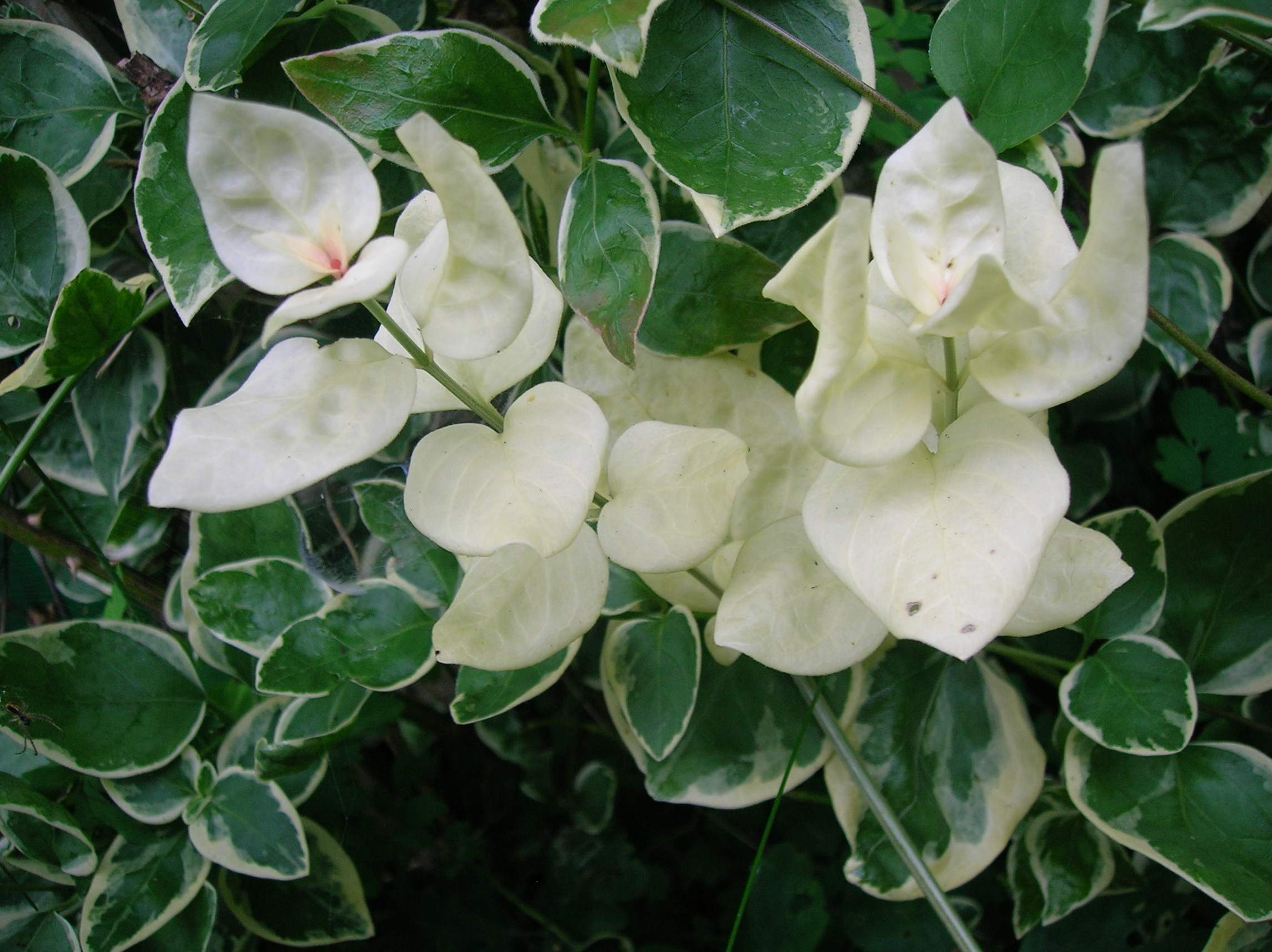
Vinca major à feuillage blanc
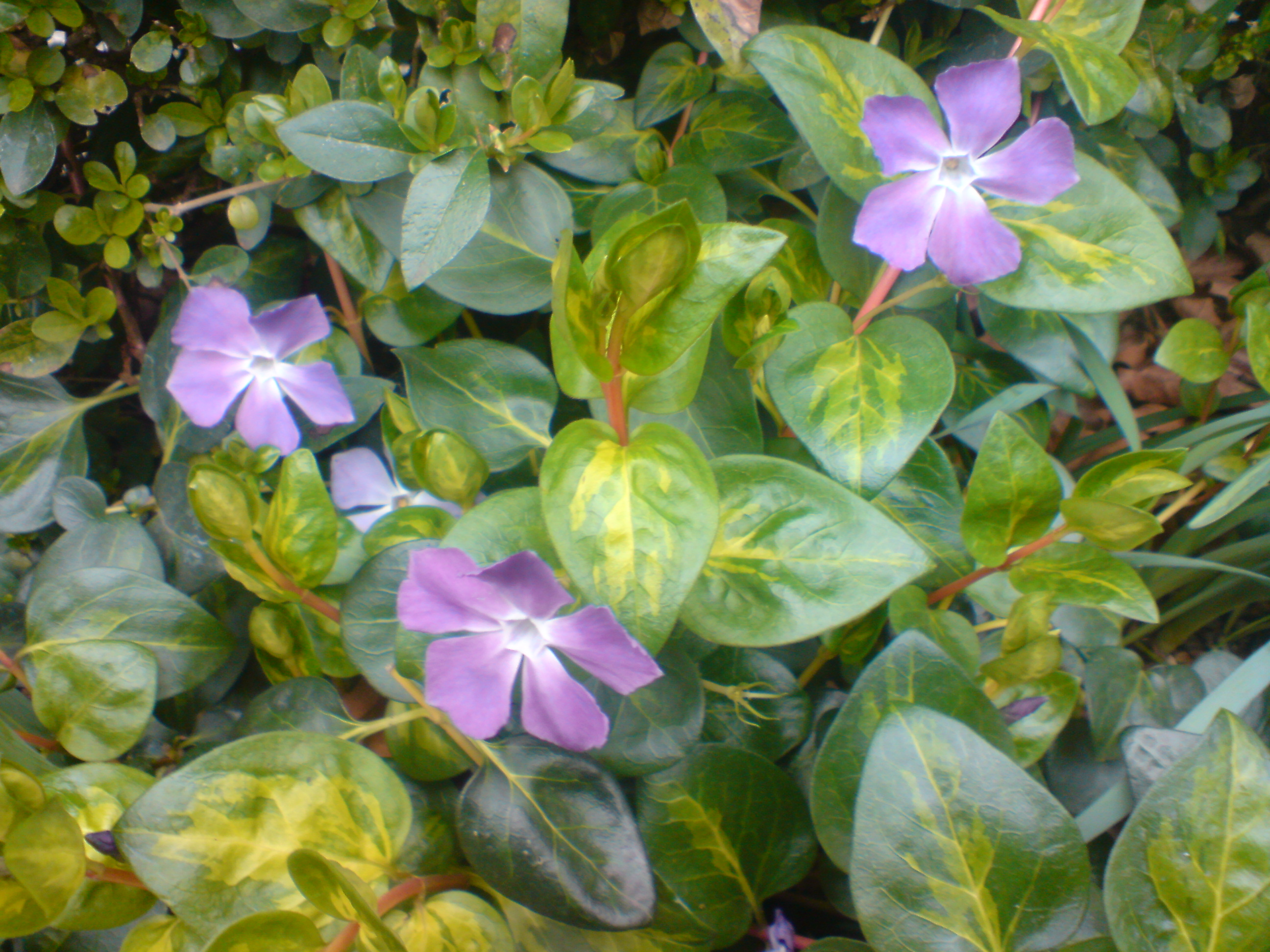
Vinca major, cultivar
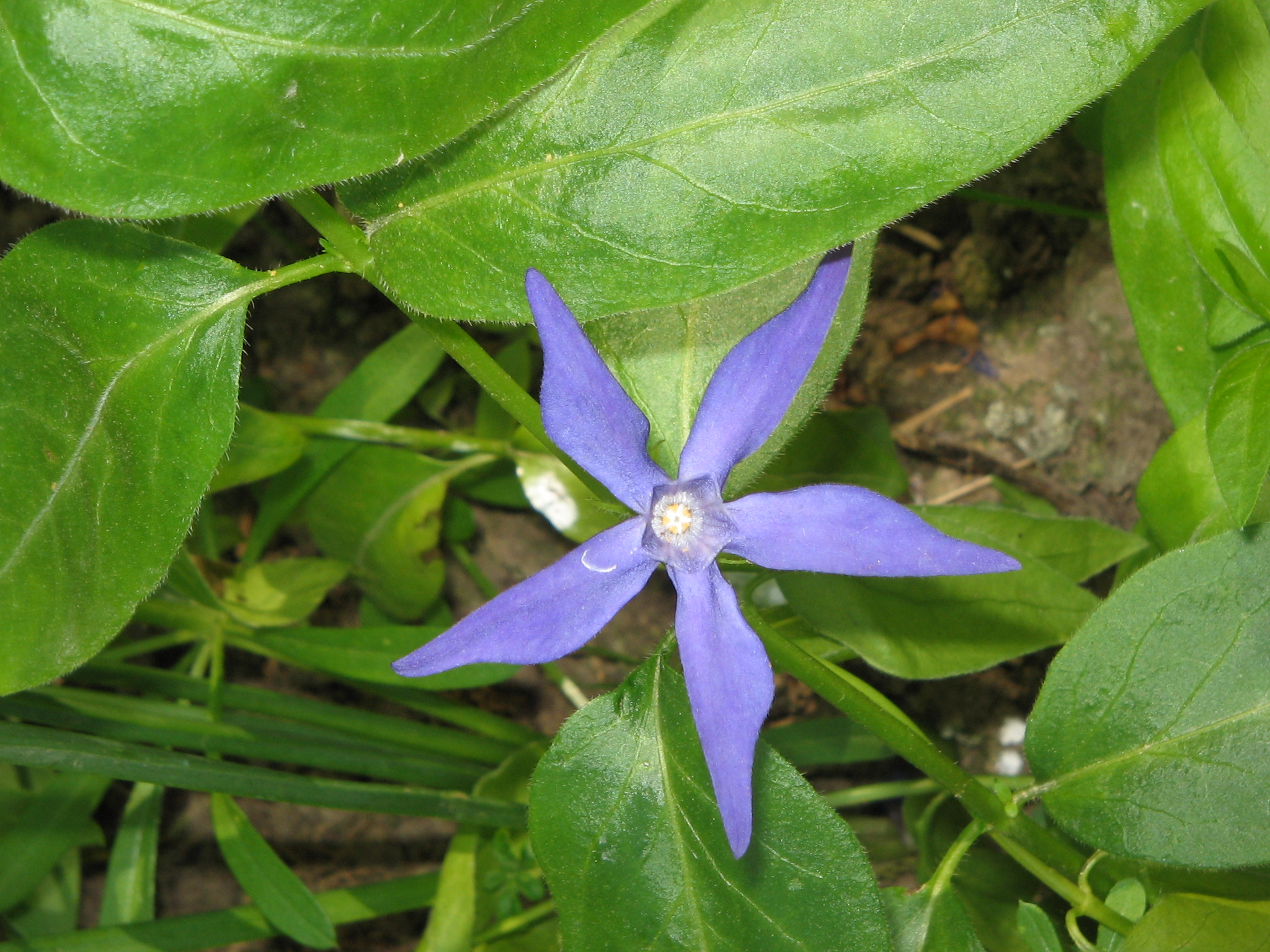
Vinca major var. oxyloba
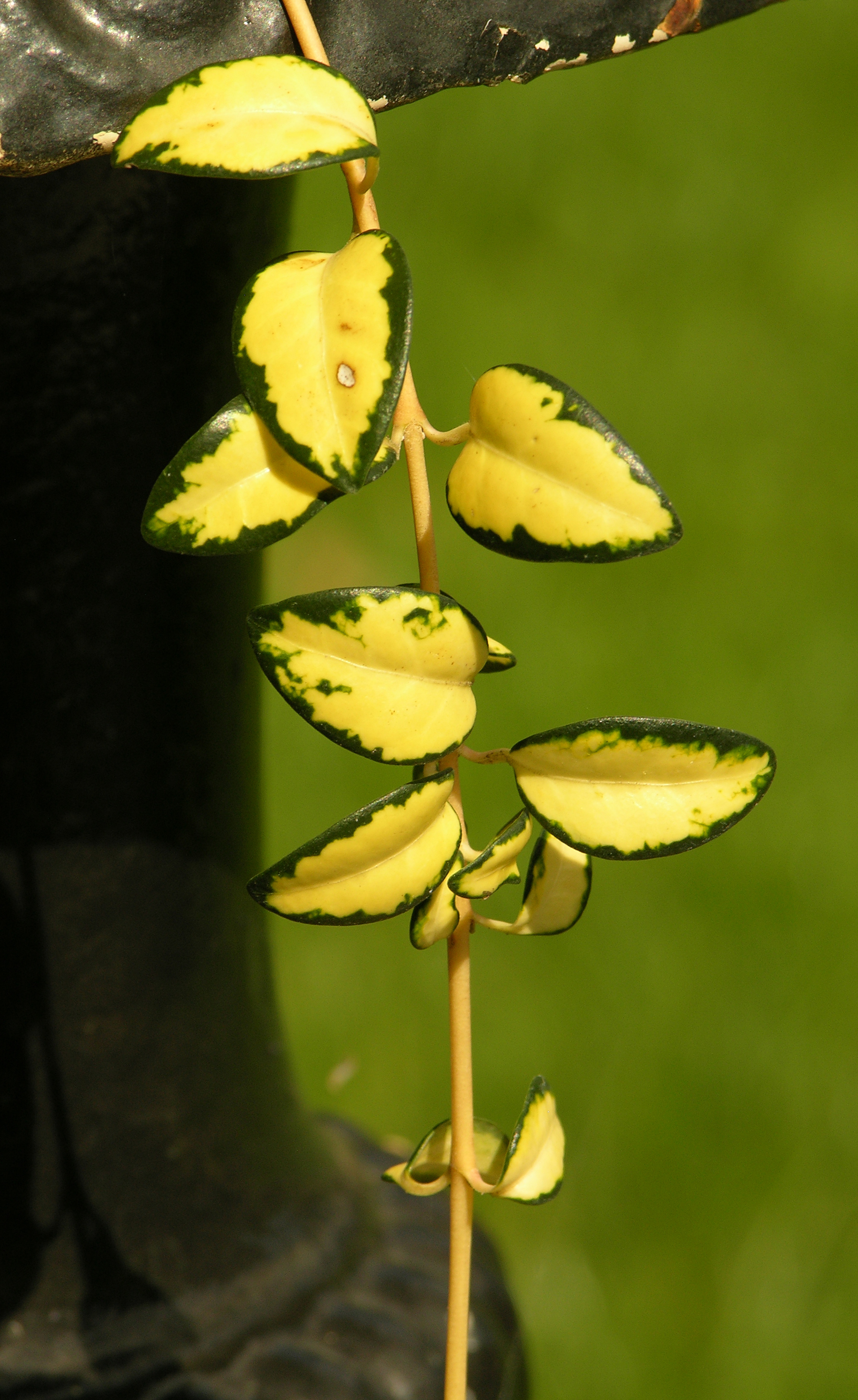
Vinca minor 'Illumination'
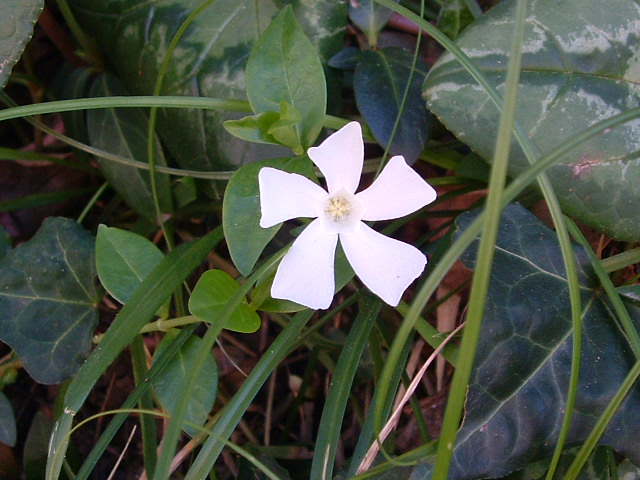
Vinca minor, variété blanche

### Plante médicinale
La petite pervenche doit ses propriétés médicinales à présence dans ses feuilles de vincamine, un alcaloïde qui possède des propriétés vasodilatatrices, particulièrement au niveau cérébral. Elle est ainsi proposée comme remède pour traiter les troubles neurologiques liés à la sénescence : troubles de la mémoire, de la concentration.

## Aspects culturels

### Étymologie
Le mot « pervenche » vient de la formule latine vinca pervinca, une formule « magique » créée à partir de vincere (vaincre) car la pervenche aurait des vertus médicinales permettant de vaincre de nombreux maux ou aurait la capacité de résister aux froids de l'hiver. Une autre hypothèse fait venir le nom donné au genre des pervenches de vincire (lier, attacher) car cette plante s'étend comme une corde.

### Le bleu pervenche
Le nom de pervenche a été donné à la couleur bleu mauve légèrement grisâtre qui rappelle celle de ses fleurs.
Par métonymie, le mot désigne une contractuelle de la préfecture de police de Paris en raison de la couleur de son uniforme de 1977 à 1993.

### Symbolique

#### Calendrier républicain
- Dans le calendrier républicain, la « Pervenche » était le nom attribué au 11e jour du mois de germinal[11] (généralement les 31 mars du calendrier grégorien).
- C'est aussi un prénom révolutionnaire. Il se fête le 31 mars (11 germinal). Inutilisé au XIXe siècle, ce prénom est attribué au XXe siècle cinq à dix fois par an. L’uniforme de couleur pervenche attribué aux contractuelles de la police provoque la disparition de son usage dès 1981[12].

#### Langage des fleurs
Dans le langage des fleurs, la pervenche peut être l'emblème du « doux souvenir », ou bien symboliser la mélancolie ou l'amitié durable.

### Littérature
- L'épisode de la pervenche décrit par Jean-Jacques Rousseau est significatif du bonheur, à travers le souvenir, que peut procurer la vue d'une si simple fleur.
- En 1734, Rousseau sur le chemin des Charmettes avait entrevu une pervenche, alerté en cela par celle qu'il appelait encore « maman », (Mme de Warens). Trente années plus tard, en 1764, en herborisant avec son ami Du Peyrou, il rencontre pour la seconde fois de sa vie cette petite fleur bleue. Cette simple image suffit, à le transporter des années en arrière, au temps heureux. Le bonheur est retrouvé dans le souvenir et peut être réécrit etc.[15] On retiendra de cet épisode l'importance qu'il a pu avoir dans la vie sentimentale de cet auteur. Comme d'autres auront été marqués par les roses, ou par d'autres fleurs.
- Dans Le Blé en Herbe de 1923, Colette nomme son héroïne Vinca en raison de la couleur de ses yeux.